# Giunta regionale della Lombardia
La Giunta regionale della Lombardia ha sede a Milano, presso Palazzo Lombardia.
La Giunta è l'organo esecutivo della regione ed è formata dal presidente della Regione e dagli assessori. Esercita le proprie funzioni mediante deliberazioni adottate a maggioranza dei suoi membri, come le proposte di legge e gli atti amministrativi di competenza del Consiglio regionale. La Giunta ha la competenza di approvare i regolamenti regionali, salvo quelli delegati dallo Stato.

## Composizione

### VI Legislatura (1995-2000)
| Assessore         | Partito                                                          | Ruolo                                                             | Competenze/Deleghe |
| ----------------- | ---------------------------------------------------------------- | ----------------------------------------------------------------- | ------------------ |
| Roberto Formigoni | Cristiani Democratici Uniti/Cristiani Democratici per la Libertà | Presidente                                                        |                    |
| Alberto Zorzoli   | Forza Italia                                                     | Vicepresidente e Assessore al Bilancio e al Controllo di gestione |                    |

### VII Legislatura (2000-2005)
| Assessore          | Partito                                           | Ruolo                                                   | Competenze/Deleghe |
| ------------------ | ------------------------------------------------- | ------------------------------------------------------- | ------------------ |
| Roberto Formigoni  | Cristiani Democratici per la Libertà/Forza Italia | Presidente                                              |                    |
| Viviana Beccalossi | Alleanza Nazionale                                | Vicepresidente e Assessore all'Agricoltura              |                    |
| Romano Colozzi     | ?                                                 | Assessore al Bilancio, Finanze e Rapporti istituzionale |                    |

### VIII Legislatura (2005-2010)
| Assessore          | Partito                                    | Ruolo                                                                     | Competenze/Deleghe | Note                                 |
| ------------------ | ------------------------------------------ | ------------------------------------------------------------------------- | ------------------ | ------------------------------------ |
| Roberto Formigoni  | Forza Italia/Il Popolo della Libertà       | Presidente                                                                |                    |                                      |
| Viviana Beccalossi | Alleanza Nazionale/Il Popolo della Libertà | Vicepresidente e Assessore all'Agricoltura                                |                    | Fino al 24 giugno 2008.              |
| Gianni Rossoni     | Forza Italia/Il Popolo della Libertà       | Vicepresidente e Assessore all'Istruzione e alla Formazione professionale |                    | Dal 30 luglio 2008.                  |
| Gianni Rossoni     | Forza Italia/Il Popolo della Libertà       | Assessore all'Istruzione, alla Formazione professionale e al Lavoro       |                    | Dal 7 luglio 2006 al 30 luglio 2008. |
| Marcello Raimondi  | Forza Italia/Il Popolo della Libertà       | Assessore alla Qualità dell'Ambiente                                      |                    | Dal 30 luglio 2008.                  |
| Massimo Buscemi    | Forza Italia/Il Popolo della Libertà       | Assessore alla Polizia Locale, Prevenzione e Protezione                   |                    | Fino al 7 luglio 2006.               |
| Massimo Buscemi    | Forza Italia/Il Popolo della Libertà       | Assessore alle Reti, Servizi di Pubblica Utilità e Sviluppo               |                    | Dal 7 luglio 2006.                   |
| Stefano Maullu     | Forza Italia/Il Popolo della Libertà       | Assessore alla Protezione Civile, Prevenzione e Polizia Locale            |                    | Da luglio 2008.                      |
| Giulio Boscagli    | Forza Italia/Il Popolo della Libertà       | Assessore alla Famiglia e Solidarietà Sociale                             |                    | Dal 26 giugno 2008.                  |
| Raffaele Cattaneo  | Forza Italia/Il Popolo della Libertà       | Assessore alle Infrastrutture e Mobilità                                  |                    | Dal 7 luglio 2006.                   |
| Romano La Russa    | Alleanza Nazionale/Il Popolo della Libertà | Assessore all'Industria                                                   |                    | Dal 26 giugno 2008                   |
| Romano Colozzi     | ?                                          | Assessore al Bilancio, Finanze e Rapporti istituzionale                   |                    |                                      |

### IX Legislatura (2010-2013)
| Assessore                  | Partito                                   | Ruolo                                                                      | Competenze/Deleghe                   | Note                                     | Fonti |
| -------------------------- | ----------------------------------------- | -------------------------------------------------------------------------- | ------------------------------------ | ---------------------------------------- | ----- |
| Roberto Formigoni          | Il Popolo della Libertà                   | Presidente                                                                 |                                      |                                          |       |
| Andrea Gibelli             | Lega Nord                                 | Vicepresidente e Assessore all'Industria                                   | Artigianato. Edilizia. Cooperazione. |                                          | [ 2 ] |
| Romano Colozzi             | ?                                         | Assessore al Bilancio, Finanze e Rapporti istituzionale                    |                                      |                                          | [ 2 ] |
| Marcello Raimondi          | Il Popolo della Libertà                   | Assessore all'Ambiente                                                     | Energia e Reti.                      | Fino al 21 ottobre 2012.                 | [ 2 ] |
| Domenico Zambetti          | Il Popolo della Libertà                   | Assessore alla Casa                                                        |                                      | Fino al 10 ottobre 2012.                 | [ 2 ] |
| Massimo Buscemi            | Il Popolo della Libertà                   | Assessore alla Cultura e ai Giovani                                        |                                      | Fino all'11 maggio 2010.                 | [ 2 ] |
| Massimo Buscemi            | Il Popolo della Libertà                   | Assessore alla Cultura                                                     |                                      | Dall'11 maggio 2010 all'8 febbraio 2012. |       |
| Stefano Maullu             | Il Popolo della Libertà                   | Assessore al Commercio, Turismo e Servizi                                  |                                      |                                          | [ 2 ] |
| Giulio Boscagli            | Il Popolo della Libertà                   | Assessore alla Famiglia, Conciliazione, Integrazione e solidarietà sociale |                                      | Fino al 21 ottobre 2012.                 | [ 2 ] |
| Raffaele Cattaneo          | Il Popolo della Libertà                   | Assessore alle Infrastrutture e Mobilità                                   |                                      | Fino al 21 ottobre 2012.                 | [ 2 ] |
| Gianni Rossoni             | Il Popolo della Libertà                   | Assessore all'Istruzione, alla Formazione e al Lavoro                      |                                      | Fino all'8 febbraio 2012.                | [ 2 ] |
| Gianni Rossoni             | Il Popolo della Libertà                   | Assessore all'Occupazione e alle Politiche del Lavoro                      |                                      | Dall'8 febbraio al 21 ottobre 2012.      |       |
| Romano La Russa            | Il Popolo della Libertà                   | Assessore alla Sicurezza e alla Protezione civile                          | Polizia locale.                      |                                          | [ 2 ] |
| Alessandro Colucci         | Il Popolo della Libertà                   | Assessore ai Sistemi Verdi e al Paesaggio                                  |                                      | Fino ad ottobre 2012.                    | [ 2 ] |
| Carlo Maccari              | Il Popolo della Libertà/Fratelli d'Italia | Assessore alla Semplificazione e Digitalizzazione                          |                                      | Fino al 21 ottobre 2012.                 | [ 2 ] |
| Daniele Belotti            | Lega Nord                                 | Assessore al Territorio e all'Urbanistica                                  |                                      | Fino al 21 ottobre 2012.                 | [ 2 ] |
| Monica Rizzi               | Lega Nord                                 | Assessore allo Sport                                                       |                                      | Fino all'11 maggio 2010.                 | [ 2 ] |
| Monica Rizzi               | Lega Nord                                 | Assessore allo Sport e ai Giovani                                          |                                      | Dall'11 maggio 2010 al 18 aprile 2012.   |       |
| Luciano Bresciani          | Lega Nord                                 | Assessore alla Sanità                                                      |                                      | Fino al 22 ottobre 2012.                 | [ 2 ] |
| Giulio Achille De Capitani | Lega Nord                                 | Assessore all'Agricoltura                                                  |                                      | Fino al 21 ottobre 2012.                 | [ 2 ] |

### X Legislatura (2013-2018)
La Giunta Maroni, nominata in seguito alle elezioni regionali del 23-24 febbraio 2013, resta in carica dal 19 marzo 2013 al 29 marzo 2018.
| Assessore            | Partito                              | Ruolo                      | Competenze/Deleghe | Note                     |
| -------------------- | ------------------------------------ | -------------------------- | --- | ------------------------ |
| Roberto Maroni       | Lega Nord                            | Presidente                 | Tutto quanto non espressamente indicato nelle deleghe degli Assessori. |                          |
| Mario Mantovani      | Forza Italia                         | Vicepresidente e Assessore | Servizio Sanitario Regionale, Programmazione sanitaria, Prevenzione sanitaria, Servizi socio-sanitari, Volontariato, associazionismo e terzo settore nell'ambito sanitario, Veterinaria (fino al 1 settembre 2015). Rapporti con l'Unione Europea, Relazioni internazionali e Programmazione Comunitaria | Fino al 13 ottobre 2015. |
| Fabrizio Sala        | Forza Italia                         | Vicepresidente e Assessore | Ricerca, Innovazione, Università, Export e Internazionalizzazione, Expo 2015. (Poi Commercio, Turismo e terziario). | Dal 17 ottobre 2015.     |
| Viviana Beccalossi   | Fratelli d'Italia                    | Assessore                  | Urbanistica, paesaggio, difesa del suolo e assetto idrogeologico, Programmazione integrata del territorio. |                          |
| Paola Bulbarelli     | Fratelli d'Italia                    | Assessore                  | Casa, Housing sociale e Pari Opportunità | Fino al 9 dicembre 2014. |
| Valentina Aprea      | Forza Italia                         | Assessore                  | Istruzione, alla Formazione e Lavoro |                          |
| Simona Bordonali     | Lega Nord                            | Assessore                  | Sicurezza, Protezione civile e Immigrazione |                          |
| Maria Cristina Cantù | Lega Nord                            | Assessore                  | Famiglia, Solidarietà sociale e Volontariato |                          |
| Cristina Cappellini  | Lega Nord                            | Assessore                  | Cultura, Identità e autonomie |                          |
| Alberto Cavalli      | Il Popolo della Libertà/Forza Italia | Assessore                  | Commercio, Turismo e Terziario | Fino al 9 dicembre 2014. |
| Mario Melazzini      | Il Popolo della Libertà/Forza Italia | Assessore                  | Attività produttive, Ricerca ed Innovazione |                          |
| Maurizio del Tenno   | Il Popolo della Libertà              | Assessore                  | Infrastrutture e Mobilità | Fino al 9 dicembre 2014. |
| Alessandro Sorte     | Forza Italia                         | Assessore                  | Infrastrutture e Mobilità | Dall'11 dicembre 2014.   |
| Gianni Fava          | Lega Nord                            | Assessore                  | Agricoltura |                          |
| Massimo Garavaglia   | Lega Nord                            | Assessore                  | Bilancio, Economia e Semplificazione |                          |
| Claudia Maria Terzi  | Lega Nord                            | Assessore                  | Ambiente, Energia e Sviluppo Sostenibile |                          |
| Antonio Rossi        | Fontana Presidente                   | Assessore                  | Sport e Politiche per i giovani |                          |

### XI Legislatura (2018-2023)
La Giunta regionale è stata nominata, dopo un rimpasto di "metà mandato", l'8 gennaio 2021 dal presidente Fontana: è composta da 16 assessori che rappresentano tutte le forze che esprimono la maggioranza nel Consiglio regionale. Di essi, 8 (più il Presidente) appartengono alla Lega, 3 a Forza Italia, 2 a Fratelli d'Italia, uno alla lista "Fontana Presidente", uno a Noi con l'Italia - UDC e uno indipendente.
| Assessore                  | Partito                | Carica                                                                      | Competenze/Deleghe |
| -------------------------- | ---------------------- | --------------------------------------------------------------------------- | --- |
| Attilio Fontana            | Lega                   | Presidente                                                                  | Tutto quanto non espressamente indicato nelle Deleghe degli Assessori. |
| Fabrizio Sala              | Forza Italia           | Vicepresidente e Assessore all'Istruzione e Innovazione                     | Istruzione, Università, Ricerca, Innovazione, Semplificazione, Processi di digitalizzazione e sistema informativo dell'Ente. |
| Melania De Nichilo Rizzoli | Forza Italia           | Vicepresidente e Assessore all'Istruzione e Innovazione                     | Istruzione, Università, Ricerca, Innovazione, Semplificazione, Processi di digitalizzazione e sistema informativo dell'Ente. |
| Guido Bertolaso            | Indipendente           | Assessore al Welfare                                                        | Assessore per il Servizio Sanitario Regionale, Programmazione sanitaria, Servizi socio-sanitari, Prevenzione sanitaria, Ricerca biomedica, Volontariato, associazionismo e terzo settore nell'ambito sanitario, Veterinaria, Dipendenze e ludopatia.                                                                                    |
| Stefano Bruno Galli        | Fontana Presidente     | Assessore alla Cultura e Autonomia                                          | Intesa col Governo su autonomia (ex art.116, terzo comma della Costituzione), Riforme istituzionali, Patrimonio Culturale, Servizi e attività culturali. |
| Raffaele Cattaneo          | Noi con l'Italia - UDC | Assessore all'Ambiente e Clima                                              | Ambiente, Bonifiche, cave e miniere, Rifiuti, Tutela della biodiversità, Mitigazione dei cambiamenti climatici, Emissioni in atmosfera, EUSALP. |
| Fabio Rolfi                | Lega                   | Assessore all'Agricoltura, Alimentazione e Sistemi verdi                    | Agricoltura, Agroalimentare, Sistema industriale della trasformazione agroalimentare e tutela delle produzioni tipiche, Consorzi irrigui e di bonifica, Risorse Forestali e florovivaistiche, Parchi e aree protette, Caccia e Pesca.                                                                                                   |
| Davide Carlo Caparini      | Lega                   | Assessore al Bilancio                                                       | Bilancio e Fiscalità, Risorse finanziarie per la crescita, Coordinamento fondi europei, Rapporti con le conferenze Stato-Regioni, Unificata e con la UE, Enti strumentali e società partecipate. |
| Massimo Sertori            | Lega                   | Assessore agli Enti Locali, montagna e Piccoli comuni                       | Enti Locali, Programmazione negoziata, Sviluppo delle aree montane, Gestioni associate e Comunità montane, Risorse energetiche, Rapporti con la Svizzera, Rapporti con le Province autonome, Rete sentieristica e rifugi alpini, Attuazione del Programma.                                                                              |
| Claudia Maria Terzi        | Lega                   | Assessore alle Infrastrutture e trasporti                                   | Infrastrutture e opere pubbliche, Mobilità sostenibile, Trasporto pubblico locale, Porti e aeroporti, Banda ultra larga. |
| Elena Lucchini             | Lega                   | Assessore alla Famiglia, Solidarietà sociale, Disabilità e Pari opportunità | Politiche per la Famiglia, Genitorialità, Fattore Famiglia, Promozione della natalità, Pari opportunità, Welfare aziendale, Tutela dei minori e contrasto al cyberbullismo, Conciliazione vita-lavoro, Politiche di inclusione, Fragilità sociale, Associazionismo, volontariato e Terzo settore nell'ambito sociale, Filiera 0-6 anni. |
| Stefano Bolognini          | Lega                   | Assessore allo Sviluppo della Città Metropolitana, Giovani e Comunicazione  | Sviluppo dell'Area metropolitana, Sviluppo "Area mind", Demanio regionale e valorizzazione delle aree regionali dismesse, Comunicazione, Accordi di Programma nell'area metropolitana, Giovani. |
| Guido Guidesi              | Lega                   | Assessore allo Sviluppo Economico                                           | Industria, imprese e artigianato, Commercio, terziario e fiere, Export, Internazionalizzazione delle imprese. |
| Pietro Foroni              | Lega                   | Assessore al Territorio e Protezione Civile                                 | Urbanistica, paesaggio, difesa del suolo e assetto idrogeologico, Servizio idrico integrato, Programmazione integrata del territorio, Protezione Civile. |
| Alan Christian Rizzi       | Forza Italia           | Assessore alle Politiche abitative                                          | Casa e housing sociale. |
| Melania Rizzoli            | Forza Italia           | Assessore alla Formazione e Lavoro                                          | Lavoro, Occupazione e crisi aziendali, Strumenti formativi per l'inserimento lavorativo. |
| Romano La Russa            | Fratelli d'Italia      | Assessore alla Sicurezza                                                    | Sicurezza, Immigrazione, Polizia Locale. |
| Lara Magoni                | Fratelli d'Italia      | Assessore al Turismo                                                        | Turismo, Marketing Territoriale, Moda e design. |

Inoltre nella medesima data vengono nominati quattro sottosegretari chiamati a far parte anch'essi dell'organo esecutivo della Regione.
| Sottosegretario  | Partito      | Competenze                                                                             |
| ---------------- | ------------ | -------------------------------------------------------------------------------------- |
| Antonio Rossi    | Lega         | Sottosegretario con delega allo Sport, alle Olimpiadi 2026 e ai Grandi eventi sportivi |
| Fabrizio Turba   | Lega         | Sottosegretario con delega ai Rapporti con il Consiglio regionale                      |
| Gabriele Barucco | Forza Italia | Sottosegretario con delega ai Rapporti con le Delegazioni internazionali               |
| Marco Alparone   | Forza Italia | Sottosegretario nell’ambito “Delegazione di Bruxelles e Sistema dei Controlli”         |

### XII Legislatura (2023-)
| Assessore           | Partito            | Ruolo                                                                               | Competenze/Deleghe |
| ------------------- | ------------------ | ----------------------------------------------------------------------------------- | --- |
| Attilio Fontana     | Lega               | Presidente                                                                          | Tutto quanto non espressamente indicato nelle deleghe degli Assessori |
| Marco Alparone      | Fratelli d'Italia  | Vicepresidente e Assessore al Bilancio e Finanze                                    | Bilancio e fiscalità. Risorse finanziare per la crescita. Coordinamento fondi europei. Rapporti con le conferenze Stato-Regioni, Unificata |
| Romano La Russa     | Fratelli d'Italia  | Assessore alla Sicurezza e alla Protezione Civile                                   | Sicurezza. Immigrazione. Polizia locale. Protezione civile |
| Francesca Caruso    | Fratelli d'Italia  | Assessore alla Cultura                                                              | Patrimonio culturale. Servizi e attività culturali |
| Barbara Mazzali     | Fratelli d'Italia  | Assessore al Turismo, Marketing territoriale e Moda                                 | Turismo. Marketing territoriale. Moda e design. Grandi eventi |
| Alessandro Beduschi | Fratelli d'Italia  | Assessore all'Agricoltura, Sovranità alimentare e Foreste                           | Agricoltura. Agroalimentare. Sistema industriale della trasformazione agroalimentare e tutela delle produzioni tipiche. Risorse forestali e florovivaistiche. Caccia e pesca. Consorzi irrigui e di bonifica |
| Paolo Franco        | Fratelli d'Italia  | Assessore alla Casa e Housing Sociale                                               | Casa. Housing sociale |
| Franco Lucente      | Fratelli d'Italia  | Assessore ai Trasporti e Mobilità Sostenibile                                       | Mobilità. Trasporto Pubblico locale |
| Claudia Maria Terzi | Lega               | Assessore alle Infrastrutture e Opere Pubbliche                                     | Opere Pubbliche Infrastrutture e opere pubbliche. Porti e aeroporti. Infrastrutture digitali. Infrastrutture olimpiche. Logistica. Edilizia pubblica (non residenziale) |
| Elena Lucchini      | Lega               | Assessore alla Famiglia e alla Solidarietà Sociale                                  | Politiche per la famiglia, minori e anziani. Genitorialità Fattore famiglia Promozione della natalità. Pari opportunità. Welfare aziendale. Tutela dei minori e contrasto al cyberbullismo. Conciliazione vita-lavoro. Politiche di inclusione. Fragilità sociale e disabilità. Associazionismo e Volontariato. Filiera 0-6 anni. Attuazione delle politiche nazionali sul terzo settore (ambito sociale) |
| Massimo Sertori     | Lega               | Assessore agli Enti Locali, Montagna, Risorse energetiche e utilizzo risorsa idrica | Enti locali. Programmazione negoziata. Sviluppo delle aree montane. Gestioni associate e comunità montane. Rapporti con la Confederazione elvetica. Rapporti con le Province autonome (Fondo Comuni Confinanti). Rete sentieristica e rifugi alpini. Gestione invasi, utenze idriche, pianificazione utilizzo risorsa idrica. Risorse energetiche (produzione e reti), FER e CERL                         |
| Alessandro Fermi    | Lega               | Assessore all'Università, Ricerca e Innovazione                                     | Ricerca e intelligenza artificiale. Ricerca biomedica e TTO. MIND. Innovazione. Università |
| Guido Guidesi       | Lega               | Assessore allo Sviluppo Economico                                                   | Industria, imprese e artigianato. Commercio, terziario e fiere. Export. Internazionalizzazione delle imprese. Attrattività. Sostegno innovazione d’impresa. Eusalp |
| Guido Bertolaso     | Fontana Presidente | Assessore al Welfare                                                                | Servizio Sanitario Regionale. Programmazione sanitaria. Servizi socio-sanitari. Prevenzione sanitaria. Associazionismo, Volontariato terzo settore (ambito socio-sanitario). Veterinaria. Dipendenze e ludopatia |
| Giorgio Maione      | Fontana Presidente | Assessore all'Ambiente e Clima                                                      | Bonifiche, cave e miniere. Rifiuti. Mitigazione dei cambiamenti climatici. Emissioni in atmosfera. Risanamento delle acque inquinate |
| Simona Tironi       | Forza Italia       | Assessore all'Istruzione, Formazione e Lavoro                                       | Formazione. Istruzione. Lavoro. Occupazione e crisi aziendali. Strumenti formativi per l'inserimento lavorativo |
| Gianluca Comazzi    | Forza Italia       | Assessore al Territorio e Sistemi verdi                                             | Urbanistica. Paesaggio. Difesa del suolo e assetto idrogeologico. Programmazione integrata del territorio. Parchi aree protette e biodiversità. Tutela della biodiversità |

Nella medesima data sono stati nominati anche quattro sottosegretari alla presidenza della giunta regionale:
| Sottosegretario    | Partito           | Competenze                                      |
| ------------------ | ----------------- | ----------------------------------------------- |
| Lara Magoni        | Fratelli d'Italia | Sport e Giovani                                 |
| Federica Picchi    | Fratelli d'Italia | Sport e Giovani                                 |
| Raffaele Cattaneo  | Noi Moderati      | Relazioni internazionali ed europee             |
| Mauro Piazza       | Lega              | Autonomia e Rapporti con il Consiglio Regionale |
| Ruggero Invernizzi | Forza Italia      | Controlli, patrimonio e digitalizzazione        |